# Alabama Hayloft Jamboree
Das Alabama Hayloft Jamboree war eine US-amerikanische Country-Sendung im Radio, die von WAPI aus Birmingham, Alabama, gesendet wurde.

## Geschichte
Das Alabama Hayloft Jamboree wurde einmal wöchentlich live aus Birmingham, Alabama, über WAPI übertragen. Die frühesten Sendungen wurden bereits 1941 abgehalten und hatten Fiddlin’ Arthur Smith und die Delmore Brothers als Mitglieder. Moderiert wurde das Jamboree von Ralph Rogers, einem DJ bei WAPI.
Das Alabama Hayloft Jamboree war in der Umgebung von Birmingham sehr beliebt und war bis mindestens 1948 weiterhin auf Sendung. Hardrock Gunter, der vorher als Hintergrundmusiker in der Show mitgewirkt hatte, sowie Happy Wilson and the Golden River Boys (mit denen Gunter ebenfalls spielte) waren zu diesem Zeitpunkt die „Zugpferde“ der Show.
Später wurde das Alabama Hayloft Jamboree abgesetzt. WAPI ist heute ein Talkradio.

## Gäste und Mitglieder
- The Delmore Brothers
- Fiddlin’ Arthur Smith
- Hardrock Gunter
- Happy Wilson and his Golden River Boys